# Jewgeni Nikolajewitsch Lipejew
Jewgeni Nikolajewitsch Lipejew (russisch Евгений Николаевич Липеев; * 28. Februar 1958 in Krasnodar) ist ein ehemaliger sowjetischer Pentathlet.

## Karriere
Bei den Olympischen Spielen 1980 in Moskau trat Lipejew in der Einzel- und Mannschaftskonkurrenz teil. Im Einzel belegte er den 14. Platz. Mit der Mannschaft, zu der neben Minejew noch Anatoli Starostin und Pawel Lednjow gehörten, wurde er Olympiasieger.
Bei der Weltmeisterschaft 1982 gewann er mit Starostin und Timur Dossymbetow den Titel. 1980 und 1982 wurde er sowjetischer Meister. Nach seiner Sportlerkarriere war Lipejew als Trainer im Modernen Fünfkampf aktiv.